# Колумбија (Мисури)
Колумбија (енгл. Columbia) град је у америчкој савезној држави Мисури.

## Демографија
По попису из 2010. године број становника је 108.500, што је 23.969 (28,4%) становника више него 2000. године.
|                   | 2010.            | 2000.           |
| Укупно            | 108 500 (100,0%) | 84 531 (100,0%) |
| Белци             | 83 542 (77,00%)  | 67 984 (80,42%) |
| Афроамериканци    | 12 217 (11,26%)  | 9 173 (10,85%)  |
| Азијати           | 5 628 (5,187%)   | 3 636 (4,301%)  |
| Хиспаноамериканци | 3 729 (3,437%)   | 1 733 (2,050%)  |
| Остали            | 3 384 (3,119%)   | 2 005 (2,372%)  |

## Партнерски градови
- Сибињ
- Кутаиси
- Suncheon